# Эшкаригу (Фундан)
Эшкаригу (порт. Escarigo) — район (фрегезия) в Португалии, входит в округ Каштелу-Бранку. Является составной частью муниципалитета Фундан. По старому административному делению входил в провинцию Бейра-Байша. Входит в экономико-статистический субрегион Кова-да-Бейра, который входит в Центральный регион. На 2001 год население составляет 309 человек. Занимает площадь 9,32 км².